# 赤嶺
赤岭，中国古地名。
- 赤岭即今青海省湟源县西日月山，蒙古语称“纳喇萨喇”。因为土石皆赤，不生草木得名。为中原对西南地区和西域交通的要冲。中唐时唐朝与吐蕃分界、交马、互市处。北魏宋云自洛阳到印度取经取道于此。唐朝是从陇右到吐蕃的必经之路，734年九月初一，唐朝吐蕃在赤岭定界。
- 赤岭在福建省武夷山市南。945年，南唐以何敬洙、祖全恩等率兵数千会攻建州，自崇安进屯赤岭。
- 赤岭在今安徽省祁门县西北百里，北通石台孔道。古陵阳南下黟县、歙县，多取道于赤岭。原名血岭，唐宪宗元和年间改名赤岭，又叫大赤岭。1861年，太平军从安徽石埭进攻祁门，在赤岭大败清朝将领黄惠清。